# 熊本中央郵便局
熊本中央郵便局（くまもとちゅうおうゆうびんきょく）は熊本県熊本市中央区にある郵便局。民営化前の分類では集配普通郵便局であった。
熊本桜町バスターミナルに程近い場所に立地している。かつては熊本県内の地域区分業務を取り扱っていたが、1978年（昭和53年）に熊本東郵便局に移管された。

## 概要

### 分室
過去には分室が存在していたが、現在では存在していない。存在していた分室は以下のとおり。
郵政局内分室 (71001A)
九州郵政局（当時）に併設されていた。1988年（昭和63年）に廃止。代替として、無集配特定郵便局である熊本城東郵便局が設置された。
熊本市役所内分室 (71001B)
かつては「貯金局内分室」で、熊本市花畑町の熊本地方貯金局庁舎（現・熊本市役所花畑町別館）内にあった。その後、貯金局の移転に伴って1976年（昭和51年）には「花畑町分室」に改称された。1981年（昭和56年）には熊本市役所本庁舎地下に移転・改称した。1989年（平成元年）に廃止。代替として、無集配特定郵便局である熊本市役所内郵便局が設置された。

## 沿革
- 1872年8月4日（明治5年7月1日） - 熊本郵便役所として開設[4]。
- 1875年（明治8年）1月1日 - 熊本郵便局（二等）となる。翌日より為替取扱を開始。
- 1879年（明治12年）4月15日 - 貯金取扱を開始。
- 1885年（明治18年） - 電信取扱を開始。
- 1888年（明治21年）8月1日 - 熊本郵便電信局となる。
- 1903年（明治36年）4月1日 - 通信官署官制の施行に伴い熊本郵便局となる。
- 1949年（昭和24年）6月21日 - 逓信局内分室、貯金支局内分室をそれぞれ郵政局内分室、貯金局内分室に改称[5]。
- 1949年（昭和24年）9月5日 - 熊本市新町三丁目から同市船場川端町へ移転。
- 1950年（昭和25年）11月28日 - 郵政局内分室を熊本市花畑町から同市大江町九品寺に移転。
- 1959年（昭和34年）10月8日 - 郵政局内分室を熊本市大江町から同市城東町に移転。
- 1962年（昭和37年）5月1日 - 電話通話および和文電報受付業務を開始。
- 1967年（昭和42年）6月1日 - 熊本中央郵便局に改称。
- 1976年（昭和51年）1月12日 - 貯金局内分室を花畑町分室に改称。
- 1981年（昭和56年）11月24日 - 花畑町分室を熊本市花畑町から同市手取本町に移転するとともに、市役所内分室に改称。
- 1988年（昭和63年）10月1日 - 郵政局内分室を廃止。同日、代替として熊本城東郵便局を設置。
- 1989年（平成元年）4月20日 - 熊本市役所内分室を廃止。同日、代替として熊本市役所内郵便局を設置。
- 1991年（平成3年）10月1日 - 外国通貨の両替および旅行小切手の売買に関する業務取扱を開始。
- 2007年（平成19年）10月1日 - 民営化に伴い熊本中央郵便局共通事務センターを廃止、併設された郵便事業熊本支店に一部業務を移管。
- 2012年（平成24年）10月1日 - 日本郵便株式会社の発足に伴い、郵便事業熊本支店を熊本中央郵便局に統合。

## 取扱内容
- 郵便、印紙、ゆうパック、内容証明
- 貯金、為替、振替、振込、国際送金、外貨両替・トラベラーズチェック、国債、投資信託 - 平日18時まで営業。
- 生命保険、バイク自賠責保険、自動車保険、変額年金保険、がん保険、引受条件緩和型医療保険 - 平日18時まで営業。
- ゆうちょ銀行ATM
- 熊本市中央区の一部、北区の一部、南区の一部、西区の一部の集配業務
- ゆうゆう窓口

## 風景印
- 図柄は熊本城と阿蘇遠望。局名表記は「熊本中央」
- 使用開始日は1967年6月1日

## 周辺
- SAKURA MACHI Kumamoto
- 熊本県立第一高等学校
- 船場橋 - 童謡「あんたがたどこさ」の舞台として知られる。
- 福田病院

## アクセス
- 熊本市電上熊本線（B系統） 洗馬橋電停からすぐ
- 熊本都市バス（U4-1、G3-1•2系統:大江城西線）、九州産交バス（U2-1•2、U3-1、U4-2•3系統） 中央郵便局前停留所下車
- 九州自動車道 熊本ICから南西へ、もしくは益城熊本空港ICから西へ、それぞれ約9km
- 駐車場あり：10台